# An American Prayer
An American Prayer је студијски албум групе Дорс. Године 1978, седам година након смрти Џимија Морисона и разилажење бенда Реј Манзарек, Роби Кригер и Џон Денсмор су се поново скупили и снимили музику за Морисонове песме које је он рецитовао 1970. године. Албум је изазвао подељена мишљења критичара. 

## Списак песама
1. -{Awake – 0:36
2. Ghost Song – 2:50
3. Dawn's Highway/Newborn Awakening – 3:48
4. To Come Of Age – 1:02
5. Black Polished Chrome/Latino Chrome – 3:22
6. Angels And Sailors/Stoned Immaculate – 4:20
7. The Movie – 1:36
8. Curses, Invocations – 1:58
9. American Night – 0:29
10. Roadhouse Blues – 6:59
11. Lament – 2:19
12. The Hitchhiker – 2:16
13. An American Prayer – 6:53
  - The End
  - Albinoni}-: Адађо у ге-молу

### Реиздање из 1995. године
1. -{Awake – 0:35
2. Ghost Song – 2:50
3. Dawn's Highway – 1:21
4. Newborn Awakening – 2:26
5. To Come Of Age – 1:01
6. Black Polished Chrome – 1:07
7. Latino Chrome – 2:14
8. Angels And Sailors – 2:46
9. Stoned Immaculate – 1:33
10. The Movie – 1:35
11. Curses, Invocations – 1:57
12. American Night – 0:28
13. Roadhouse Blues – 5:53
14. The World On Fire – 1:06
15. Lament – 2:18
16. The Hitchhiker – 2:15
17. An American Prayer – 3:04
18. Hour For Magic – 1:17
19. Freedom Exists – 0:20
20. A Feast Of Friends – 2:10
21. Babylon Fading – 1:40
22. Bird Of Prey – 1:03
23. The Ghost Song [extended version] – 5:19}-